# Jan van Goyen
Jan van Goyen, nizozemski baročni krajinski slikar, * 13. januar, 1596, Leiden, † 27. april, 1656, Haag.
Goyen se je pod vplivom slikarjev Aelberta Cuypa in Salomona van Ruysdeala posvetil krajinskemu slikarstvu. Značilne zanj so upodobitve rasežnih krajin s sipinami, nebom in vodo v pretanjenih barvnih odtenkih. Goyen je bil viden predstavnik marinistike.